# Cosme da Silva Campos
Cosme da Silva Campos (* 21. Dezember 1952 in Pedro Leopoldo) ist ein ehemaliger brasilianischer Fußballspieler. Der Stürmer war brasilianischer Nationalspieler.
Er begann seine Karriere 1970 bei Atlético Mineiro. Nach kurzen Zwischenspielen bei AA Caldense und Nacional FC (AM), für die er 14 Tore schoss, kehrte er zu Mineiro zurück, wo er 1973 mit 15 Treffern bester Torschütze war. Im November 1973 wurde er aber bei der Dopingkontrolle nach dem Spiel gegen Vasco da Gama positiv auf Ephedrin getestet und für sechs Monate gesperrt. Er war der erste offizielle Dopingfall im brasilianischen Fußball. Danach spielte er noch bis 1976 bei Atlético Mineiro. Über Guarani wechselte er dann zu Náutico Capibaribe, wo er bis Ende 1978 unter Vertrag stand. Dann war er ein Jahr beim EC São Bento und 1980 bei América Mineiro und dem FC Santos. Nach Operário FC (MS) und Colorado EC spielte er 1982 wieder bei Nacional Manaus. Danach war er in unterklassigen Vereinen aktiv, nur 1984 stand er noch einmal bei einem Erstligisten, Operário FC (MT), unter Vertrag.
Campos wurde 1975 fünfmal in die brasilianische Nationalmannschaft berufen und schoss zwei Tore. Bei der Copa América 1975 erreichte er mit Brasilien das Halbfinale.